# Еропкин, Афанасий Иванович
Еропкин Афанасий Иванович (1446 г.р. — казнен 27 декабря 1497) — боярский сын, служил постельничим и окольничим у русского государя Ивана III. Рюрикович в XVII колене, сын Ивана Евстафьевича Еропки из рода князей Смоленских. В 1495 году вместе со своим племянником Фёдором Степановичем упоминается в числе других детей боярских, многие из которых происходили из рода Фоминских князей, участвующих в походе Ивана III на Новгород.
В 1497 году обвинен в участии в заговоре царского сына Василия Ивановича и его матери Софьи Палеолог против внука Ивана III, царевича Дмитрия Ивановича, известного как заговор Владимира Гусева. Всех участников заговора признали виновными. Дьяка Федора Стромилова, Афанасия Еропкина, Владимира Гусева, Щавея (Ивана) Тимофеевича Скрябина (см.Травины, Скрябины) и ещё двух руководителей приговорили к смертной казни, которая состоялась 27 декабря на льду Москвы-реки. Ему отсекли руки, ноги и голову.